# Ambrose Papaiah Yeddanapalli
Ambrose Papaiah Yeddanapalli OFM (* 20. August 1914 in Pannur, Britisch-Indien; † 20. November 1997) war Bischof von Bellary.

## Leben
Ambrose Papaiah Yeddanapalli trat der Ordensgemeinschaft der Franziskaner bei und empfing am 3. Oktober 1943 das Sakrament der Priesterweihe.
Am 10. Dezember 1963 ernannte ihn Papst Johannes XXIII. zum Bischof von Bellary. Der Internuntius in Indien, Erzbischof James Robert Knox, spendete ihm am 14. April 1964 die Bischofsweihe; Mitkonsekratoren waren der Koadjutorerzbischof von Delhi, Angelo Innocent Fernandes, und der Erzbischof von Hyderabad, Joseph Mark Gopu.
Am 6. Oktober 1992 nahm Papst Johannes Paul II. das von Ambrose Papaiah Yeddanapalli aus Altersgründen vorgebrachte Rücktrittsgesuch an.
Er nahm an der dritten und vierten Sitzungsperiode des Zweiten Vatikanischen Konzils als Konzilsvater teil.